# تادرس شنوده المنقبادي
تادرس بك شنوده المنقبادي (1857 - 1932) أول من نادى بفكرة (مصر للمصريين). كان اقتصاديا وطنيا صحفيا مصريا من رواد الصحافة المصرية وأحد مؤسسي جورنال «مصر» سنة 1895 الذي كان يدعو للوحدة الوطنية وللإصلاح القبطي.
- تعلم بمدارس أسيوط
- معاون لتفتيش أرمنت التابع للدائرة السنية في سنة 1874
- معاون لمصلحة الأموال الأميرية بأسيوط
- أسس في أسيوط جمعية خيرية لأعالة الفقراء في سنة 1882
- معاون لوابورات النيل في أسيوط في 1882
- أسس جمعية حفظ التاريخ القبطي بأسيوط في سنة 1884
- أسس شركة مساهمة في أسيوط باسم (الشركة التجارية القبطية) في سنة 1884
- أنشأ مشروع صناديق التوفير في القاهرة وعدد كبير من مديريات الوجه القبلي سنة 1890
- أسس جريدة (مصر) للدعوة للوحدة الوطنية والأصلاح القبطي واتخذها حزب الوفد المصري لسان حال له في سنة 1895 (أوقفتها الحكومة في سنة 1966) بعد كفاح دام 71 سنة في خدمة الوطن
- أصدر مجلة النور الأسبوعية وهي مجلة دينية أدبية في سنة 1899

## وصلات خارجية
- مدونة بصراحة